# Patinaj viteză pe pistă scurtă la Jocurile Olimpice de iarnă din 2022 – ștafetă 2.000 m (mixt)
Proba de patinaj viteză pe pistă scurtă, ștafetă mixtă 2.000 m de la Jocurile Olimpice de iarnă din 2022 de la Beijing, China a avut loc pe 5 februarie 2022  la Capital Indoor Stadium.

## Program
Orele sunt orele Chinei (ora României + 6 ore).
| Dată        | Ora                                             | Rundă                                           |
| ----------- | ----------------------------------------------- | ----------------------------------------------- |
| 5 februarie | 20:23-20:38 20:53-21:03 21:18-21:26 21:26-21:34 | Sferturi de finală Semifinale Finala B Finala A |

## Rezultate

### Sferturi de finală
În semifinale s-au calificat cele mai bune 2 echipe din fiecare sfert de finală și echipele cu cele mai bune două rezultate. 
| Loc | Serie | Țară                       | Sportive                                                                    | Timp     | Note  |
| --- | ----- | -------------------------- | --------------------------------------------------------------------------- | -------- | ----- |
| 1   | 1     | China                      | Qu Chunyu Fan Kexin Wu Dajing Ren Ziwei                                     | 2:37,535 | C     |
| 2   | 1     | Italia                     | Arianna Fontana Arianna Valcepina Yuri Confortola Andrea Cassinelli         | 2:38,308 | C     |
| 3   | 1     | Coreea de Sud              | Choi Min-jeong Lee Yu-bin Hwang Dae-heon Park Jang-hyuk                     | 2:48,308 |       |
| 4   | 1     | Polonia                    | Nikola Mazur Kamila Stormowska Michal Niewinski Lukasz Kuczynski            | 2:50,513 |       |
| 1   | 2     | Olanda                     | Suzanne Schulting Xandra Velzeboer Itzhak de Laat Jens van 't Wout          | 2:36,437 | C, RO |
| 2   | 2     | Canada                     | Courtney Sarault Florence Brunelle Steven Dubois Pascal Dion                | 2:36,747 | C     |
| 3   | 2     | Kazahstan                  | Yana Khan Olga Tikhonova Denis Nikisha Abzal Azhgaliyev                     | 2:43,004 | c     |
| 4   | 2     | Franța                     | Tifany Huot-Marchand Gwendoline Daudet Sebastien Lepape Quentin Fercoq      | 2:51,221 |       |
| 1   | 3     | Ungaria                    | Petra Jászapáti Zsófia Kónya Shaolin Sándor Liu John-Henry Krueger          | 2:38,396 | C     |
| 2   | 3     | COR                        | Sofia Prosvirnova Ekaterina Efremenkova Semion Elistratov Konstantin Ivliev | 2:38,445 | C     |
| 3   | 3     | Statele Unite ale Americii | Kristen Santos Maame Biney Andrew Heo Ryan Pivirotto                        | 2:39.043 | c     |
| 4   | 3     | Japonia                    | Yuki Kikuchi Sumire Kikuchi Kazuki Yoshinaga Kota Kikuchi                   | 2:39,112 |       |

### Semifinale
Primele două echipe din fiecare semifinală s-au calificat în Finala A, celelalte două echipe calificându-se pentru Finala B.
CA – calificată pentru Finala A
CB – calificată pentru Finala B
PEN – penalizată
| Loc | Serie | Țară                       | Sportive                                                             | Timp     | Note |
| --- | ----- | -------------------------- | -------------------------------------------------------------------- | -------- | ---- |
| 1   | 1     | Canada                     | Courtney Sarault Kim Boutin Jordan Pierre-Gilles Pascal Dion         | 2:36,808 | CA   |
| 2   | 1     | Italia                     | Arianna Fontana Martina Valcepina Pietro Sighel Andrea Cassinelli    | 2:36,895 | QA   |
| 3   | 1     | Kazahstan                  | Yana Khan Olga Tikhonova Denis Nikisha Abzal Azhgaliyev              | 2:42,575 | CB   |
| 4   | 1     | Olanda                     | Suzanne Schulting Selma Poutsma Sjinkie Knegt Jens van 't Wout       | 2:51,919 | CB   |
| 1   | 2     | Ungaria                    | Petra Jászapáti Zsófia Kónya Shaoang Liu Shaolin Sándor Liu          | 2:38,052 | CA   |
| 2   | 2     | China                      | Qu Chunyu Zhang Yuting Wu Dajing Ren Ziwei                           | 2:38,783 | CA   |
| —   | 2     | COR                        | Sofia Prosvirnova Elena Seregina Semion Elistratov Konstantin Ivliev |          | PEN  |
| —   | 2     | Statele Unite ale Americii | Kristen Santos Corinne Stoddard Andrew Heo Ryan Pivirotto            |          | PEN  |

### Finala B
| Loc | Serie     | Țară                                                           | Sportive | Timp | Note |
| --- | --------- | -------------------------------------------------------------- | -------- | ---- | ---- |
| 5   | Olanda    | Suzanne Schulting Selma Poutsma Sjinkie Knegt Jens van 't Wout | 2:36,966 |      |      |
| 6   | Kazahstan | Yana Khan Olga Tikhonova Adil Galiakhmetov Denis Nikisha       | 2:44,148 |      |      |

### Finala A
| Loc | Serie   | Țară                                                              | Sportive | Timp | Note |
| --- | ------- | ----------------------------------------------------------------- | -------- | ---- | ---- |
| 1   | China   | Qu Chunyu Fan Kexin Wu Dajing Ren Ziwei                           | 2:37,348 |      |      |
| 2   | Italia  | Arianna Fontana Martina Valcepina Pietro Sighel Andrea Cassinelli | 2:37,364 |      |      |
| 3   | Ungaria | Petra Jászapáti Zsófia Kónya Shaoang Liu Shaolin Sándor Liu       | 2:40,900 |      |      |
| 4   | Canada  | Florence Brunelle Kim BoutinSteven Dubois Jordan Pierre-Gilles    | PEN      |      |      |